# Кардон, Жан-Батист
Жан-Батист Кардон (фр. Jean-Baptiste Cardon; 1760, Ретель — 11 марта 1803, Санкт-Петербург) — французский арфист и композитор, большую часть жизни состоявший на русской службе. Сын скрипача и композитора Жан-Гильена Кардона; скрипачом и композитором был также его брат Луи-Станислас Кардон (1761—1797).
С 1780 года выступал в Париже как арфист-виртуоз — первоначально в качестве придворного музыканта графини д’Артуа, которой посвящены его четыре сонаты для арфы Op. 1. В 1785 году гастролировал в Лондоне. С развитием революционных событий во Франции в 1790 году уехал в Россию, где на протяжении 12 лет состоял придворным арфистом и учителем музыки. Среди партнёров Кардона по камерному музицированию были ведущие западные исполнители, работавшие в России: Эрнест Ванжура, Антон Фердинанд Тиц, Иоганн Йозеф Бер и др. Помимо произведений для арфы соло и с сопровождением (например, Две концертные симфонии для арфы и струнного квартета. Op. 18, 1787) оставил аранжировки популярных лёгких арий для арфового сопровождения, частично вошедшие в «Журнал итальянских и прочих ариетт с аккомпанементом арфы Ж.-Б.Кардона» (СПб., 1797). В 1802 году ненадолго вернулся в Париж по личным делам, затем снова отправился в Россию, но умер почти сразу после приезда.
Многолетняя тяжба за наследство между пережившими Кардона братьями и его второй женой, чей брак, заключённый в России, французская юриспруденция отказывалась признать действительным, стала известным юридическим прецедентом, вошедшим в справочные издания.

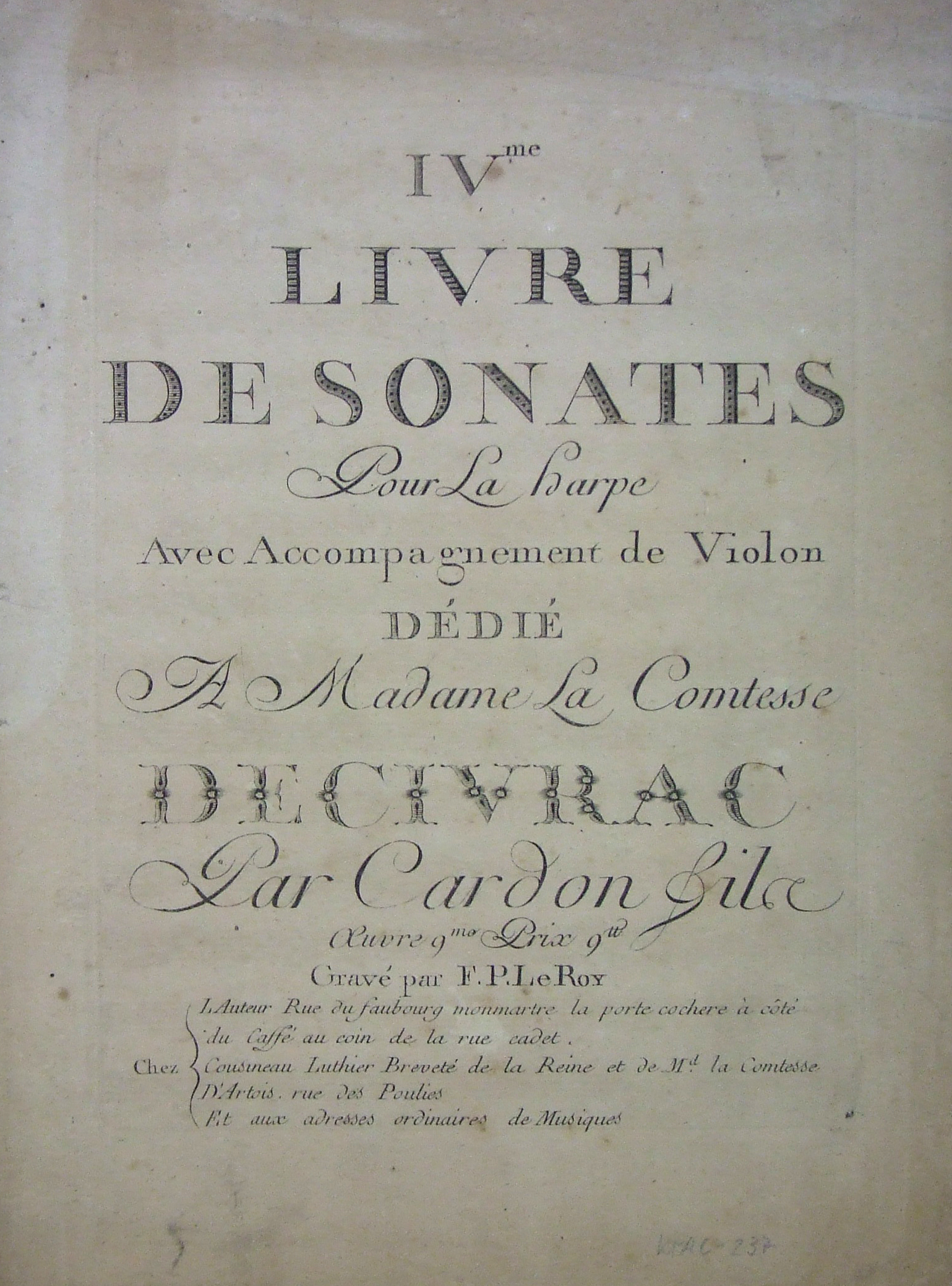
Ж.-Б. Кардон. IV книга сонат для Арфы. 1780-е. СПб. Частное собрание